# Filip Wójcik
Filip Wójcik (ur. 11 kwietnia 1997 w Tarnowie) – polski piłkarz występujący na pozycji obrońcy w Motorze Lublin.

## Kariera piłkarska
Wójcik jest wychowankiem Tarnovii i początkowo występował na pozycji napastnika. W przerwie letniej przed rozpoczęciem sezonu 2013/2014 został piłkarzem trzecioligowej Unii Tarnów. W barwach tego zespołu zadebiutował 10 sierpnia 2013 w wyjazdowym meczu z KSZO Ostrowiec Świętokrzyski, wchodząc na boisko w 68. minucie. W Unii występował także jako boczny pomocnik. Jako zawodnik tego zespołu przebywał na testach między innymi w Legii Warszawa, Pogoni Szczecin i Ruchu Chorzów.
W lutym 2016 został zawodnikiem drugoligowej Puszczy Niepołomice, a przed rozpoczęciem sezonu 2017/2018 został wypożyczony do Garbarni Kraków, z którą wywalczył awans do I ligi po wygraniu dwumeczu barażowego z Pogonią Siedlce; w rewanżowym, wyjazdowym spotkaniu zdobył jedną z dwóch bramek dla Garbarni. Był to pierwszy po 44 latach awans krakowskiego zespołu na zaplecze ekstraklasy. Na pierwszoligowym poziomie Wójcik zadebiutował 20 lipca 2018 w meczu Garbarni ze Stalą Mielec, rozegranym na stadionie przy ulicy Reymonta. Łącznie w I lidze w barwach Garbarni zanotował 26 występów. 
W lipcu 2019 podpisał dwuletni kontrakt ze Stalą Stalowa Wola, a w styczniu 2020 przeszedł na zasadzie transferu definitywnego do trzecioligowego wówczas Motoru Lublin. W barwach Motoru zadebiutował 5 września 2020 w wygranym 3:1 wyjazdowym meczu drugiej kolejki II ligi z Olimpią Elbląg, w którym zdobył dwie bramki. W sezonie 2022/2023 jako zawodnik Motoru wystąpił we wszystkich 41 oficjalnych spotkaniach i wywalczył z Motorem awans do I ligi, a w wyjazdowym, finałowym meczu barażowym ze Stomilem Olsztyn zdobył bramkę dającą prowadzenie lubelskiej drużynie. 
2 czerwca 2024 w wyjazdowym, finałowym meczu barażowym o awans do ekstraklasy przeciwko Arce Gdynia rozegrał 79 minut. Motor zwyciężył 2:1 i po 32 latach uzyskał awans na najwyższy poziom rozgrywkowy. W ekstraklasie Wójcik zadebiutował 21 lipca 2024 w domowym meczu z Rakowem Częstochowa.